# كولتارلا (صمصاد)

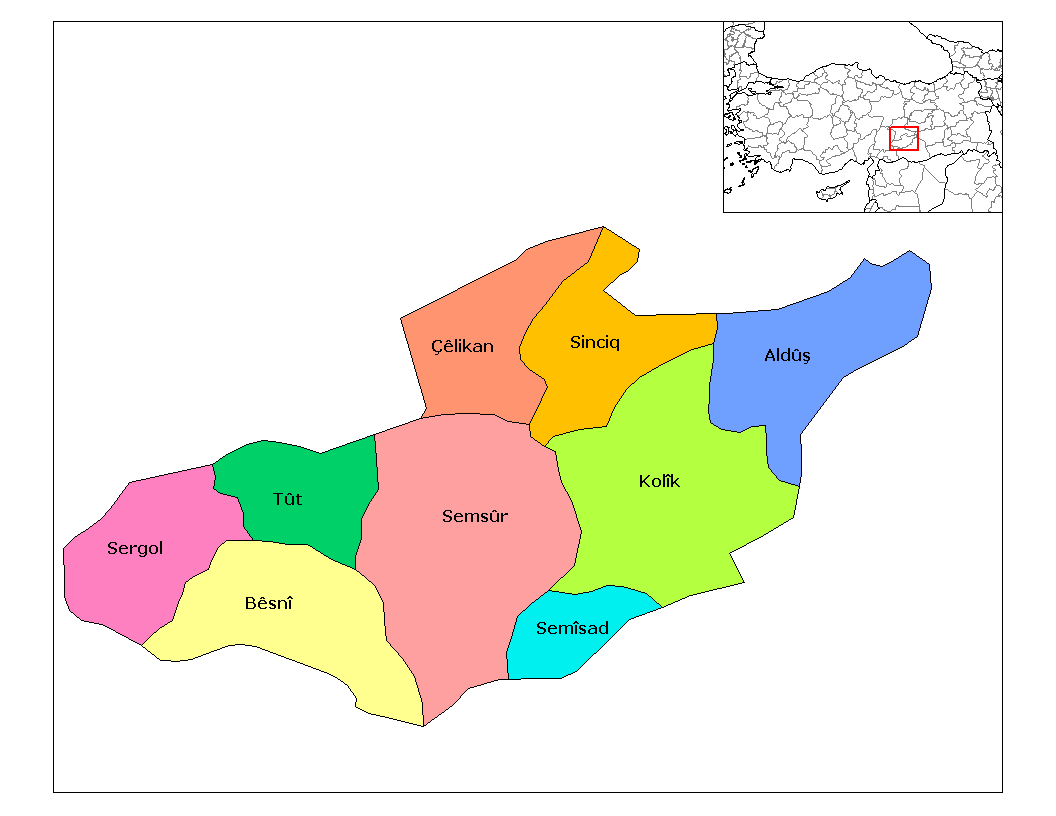
خريطة مناطق سامسور في تركيا

كولتارلا (بالتركية: Göltarla)‏ هي قرية كرديّة تتبع إداريّاً لمديرية صمصاد في محافظة أديامان التركية، بلغ عدد سكانها 175 نسمة في عام 2021 ويتبعها نجوع كجياورين وصاريكوك.